# Liam Wilson
Liam Wilson (Filadelfia, Pensilvania, 22 de diciembre de 1979)  es un músico estadounidense. Actualmente es el bajista de In Flames. Conocido por ser el bajista de The Dillinger Escape Plan desde el año 2000. Anteriormente tocó para Starkweather y Frodus. También es miembro de Azusa  y John Frum, y es un defensor del veganismo. 
Wilson puede tocar el bajo usando los dedos y púa, pero prefirió utilizar púa en su mayoría con The Dillinger Escape Plan, porque él sentía que así se adaptaba mejor. 

## Vida personal
Apoyando causas medioambientales, Wilson llevó una camiseta con la frase "Stop MTM/VF" durante la presentación de The Dillinger Escape Plan en el Late Night with Conan O'Brien del 2 de febrero de 2008. Wilson ha sido un gran defensor del veganismo, a la vez que ha hecho apariciones en varios anuncios pro-veganos de PETA,   aunque en los últimos años se ha distanciado de la organización y es más flexible con respecto a esas creencias debido a sus prácticas de yoga y meditación trascendental . 
En 2020, Wilson se casó con su pareja de larga duración, Jessica Curreri, en una ceremonia privada. 